# Schlacht um Vukovar
Die Schlacht um Vukovar war eine der ersten Hauptschlachten des Kroatienkriegs. Nach ersten bewaffneten Auseinandersetzungen seit Mai 1991 in der ostkroatischen Stadt Vukovar fand die Schlacht um die Stadt an der Donau vom 14. September bis 20. November 1991 statt.
Kroatische Streitkräfte unter dem Kommando von General Mile Dedaković verteidigten die befestigte Stadt gegen Truppen der Jugoslawischen Volksarmee (JNA), der jugoslawischen Territorialverteidigung (TO) und serbische Freischärler unter dem Kommando von General Života Panić, welche schließlich nach drei Versuchen Vukovar einnahmen. Sie zerstörten dabei den Großteil der Stadt durch Artilleriebeschuss und vollzogen nach dem Fall der Stadt eine ethnische Säuberung an Kroaten und anderen Nicht-Serben sowie Kriegsverbrechen wie das Massaker von Vukovar.
Durch die zwei Monate dauernde Bindung jugoslawischer Verbände um Vukovar gewannen die kroatischen Streitkräfte Zeit, um sich neu auszurichten, die Verteidigung zu formieren, Verteidigungslinien zu errichten sowie die Ausbildung, Ausrüstung und Aufrüstung der neu entstehenden kroatischen Armee voranzutreiben. Die Schlacht von Vukovar gilt trotz der Einnahme der Stadt als Wendepunkt im Kroatienkrieg und als Beispiel für einen Pyrrhussieg.

## Ausgangssituation
Im Vorfeld der Unabhängigkeitserklärung Kroatiens im Juni 1991 kam es immer wieder zu Auseinandersetzungen militanter Gruppen beider Seiten. Anfangs versuchte die JNA eine Pufferzone zwischen den Parteien zu bilden, unterstützte aber später vermehrt die serbische Seite. Besonders umstritten war der Status der Grenzstadt Vukovar, weil dort vor dem Kroatienkrieg etwa zu 37 % Serben und zu 43 % Kroaten lebten und hier die ethnischen Spannungen besonders ausgeprägt waren. Anfang Mai 1991 kam es in Borovo bei Vukovar zum Scharmützel von Borovo Selo.

### Kroatiens Kampf um die Kasernen
Kroatiens Kriegsziel war, seine territoriale Einheit zu erhalten. Hierfür benötigte es zumindest eine größere und besser ausgerüstete Armee, um sich der JNA zu widersetzen. Am 14. September 1991 startete die kroatische Regierung daher eine Offensive gegen alle Kasernen der JNA, um genug Infanterie- und schwere Artilleriewaffen zu erbeuten und die Kampfkraft der JNA-Stützpunkte auf kroatischem Staatsgebiet zu neutralisieren. Einheiten der kroatischen Nationalgarde und der Polizei umzingelten und blockierten jede Kaserne und jedes Depot der JNA in Kroatien. Einige kleinere und isoliertere JNA-Stützpunkte in Kroatien wurden eingenommen.

### JNA-Offensiven gegen Kroatien
Die JNA mobilisierte daraufhin Truppen zur Durchführung von fünf strategischen Großoffensiven in Ostslawonien, Westslawonien, Kordun, Knin-Zadar und Mostar-Split/Dubrovnik. Nach einer Woche Mobilisierung begann am 20. September 1991 unter dem Kommando des Ersten Militärdistrikts der Jugoslawischen Volksarmee die Operation in Ostslawonien und der Baranja. Ursprüngliches Angriffsziel war zu Beginn der Durchbruch durch die Osijek-Vinkovci-Linie, eine Schlüsselposition der kroatischen Verteidigung. Hierzu sollte das 12. (Novi Sad) Korps zwischen Osijek und Vinkovci in Richtung Našice vorstoßen. Gleichzeitig sollte die 1. motorisierte Garde-Division auf den Süden von Vinkovci vorrücken, während das 17. (Tuzla) Korps die Save zwischen Bosanski Samac und Bosanski Brod/Slavonski Brod überqueren sollte, um sich mit der Garde-Division zu vereinigen und dann entlang der Autobahn Belgrad-Zagreb nach Westen vorzurücken. Nach dem Durchbruch sollte die Vereinigung mit dem 5. (Banja Luka) Korps erfolgen, das in einer eigenen Operation Westslawonien erobern sollte. Zu Beginn dieser Operation wurde die Baranja von serbischen Truppen eingenommen.

### Kroatische Stadtverteidigung

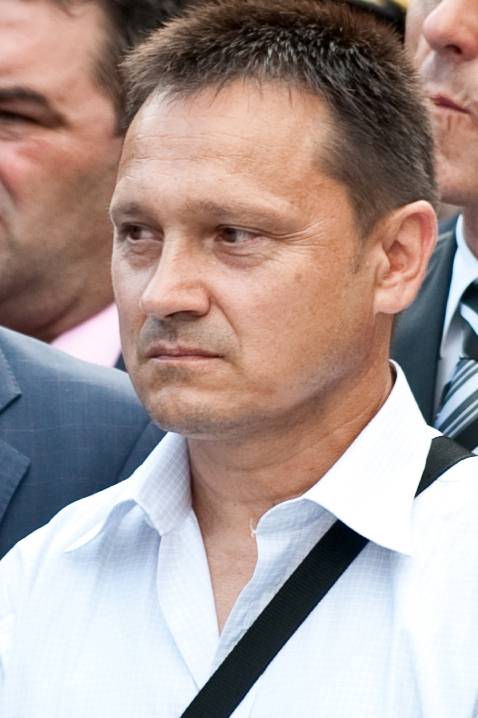
Branko Borković, ab Oktober 1991 Kommandant der kroatischen Verteidiger von Vukovar (2011)

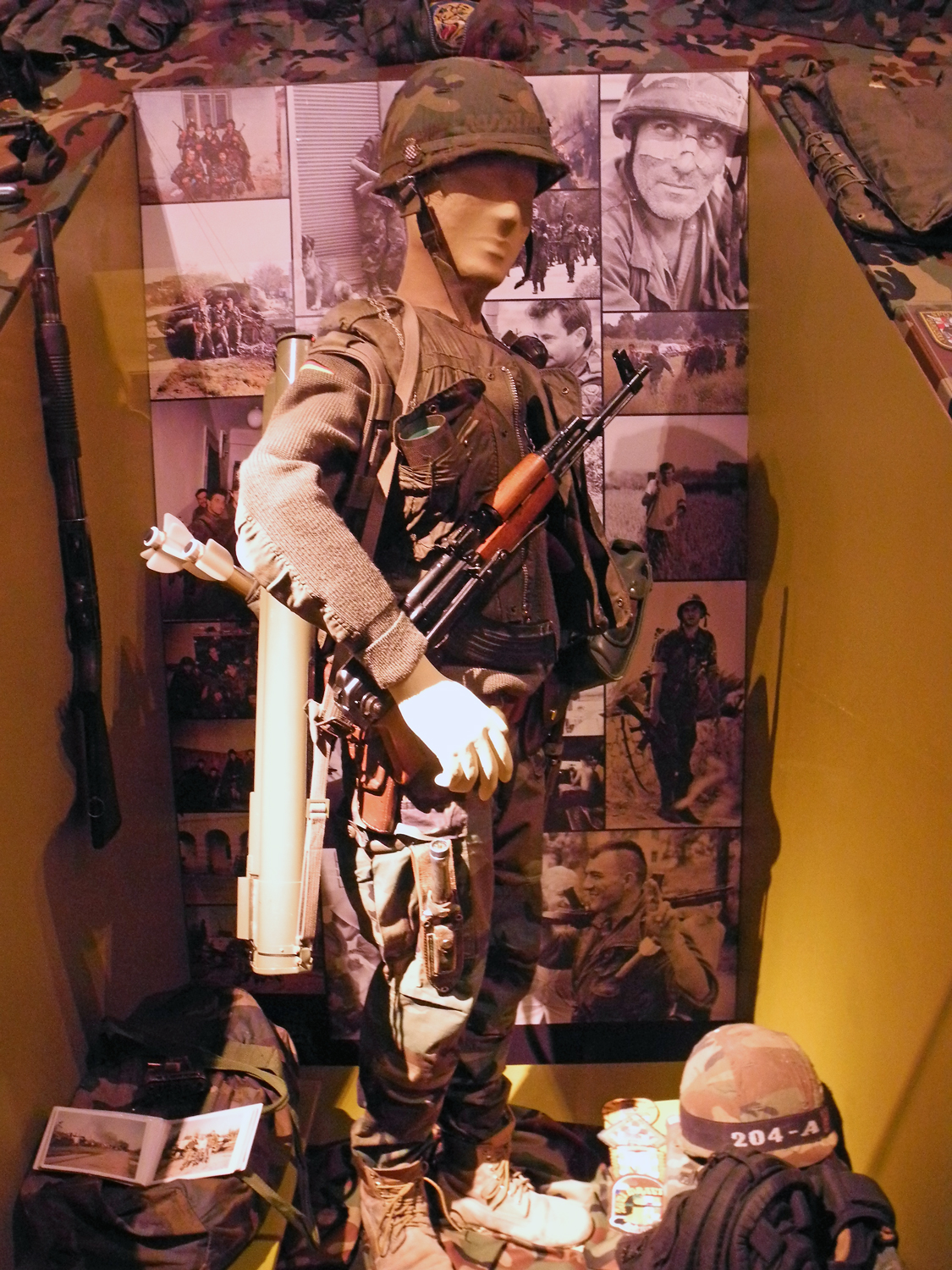
Typische Ausrüstung eines kroatischen Soldaten der 204. Vukovarer Brigade während der Schlacht um Vukovar (Museum für kroatische Geschichte, Zagreb)

Ende August 1991 kamen der ehemalige JNA-Offizier Mile Dedaković (* 1951) und sein Stabschef Branko Borković (* 1961) nach Vukovar, um eine einheitliche Struktur der kroatischen Einheiten von kroatischer Nationalgarde (ZNG) und Polizei (MUP) aufzubauen. Aus den unabhängigen und dezentralen Einheiten der jeweiligen Stadtteile formten sie die 204. Vukovarer Brigade. Zur Verteidigung der Stadt konnte Dedaković jedoch nur über etwa 2.000 bis 2.300 Mann der Nationalgarde und Polizei, der paramilitärischen und ultranationalistischen Kroatischen Verteidigungskräfte (HOS) sowie Freiwillige verfügen. Im Oktober übernahm Branko Borković das Kommando über die Verteidigung der Stadt.
Die Bewaffnung der Kroaten war im Vergleich zur Bewaffnung der Angreifer bescheiden und bestand in erster Linie aus leichten Infanteriewaffen wie automatischen und halbautomatischen Gewehren, Maschinengewehren, einigen Geschützen und einer begrenzten Anzahl panzerbrechender Waffen und Munition sowie einigen wenigen Flugabwehrgeschützen und tragbaren Flugabwehrraketen der Typen Igla und 9K32 Strela-2. Die Verteidigung der Stadt gegen die stark gepanzerten, aber infanterieschwachen Verbände der JNA gelang durch ein Abwehrsystem aus großangelegter Verminung der Zufahrtsstraßen, beweglichen Gruppen zur Panzerabwehr, Scharfschützen und stark befestigten Abwehrstellungen. Sobald ein Angriff der JNA gestoppt war, gelang es den kroatischen Verteidigern oft, die häufig isolierte Angriffsspitze mit starken Gegenangriffen zurückzuwerfen.

## Schlachtverlauf

### Beginn der Schlacht
Auch die JNA-Kaserne in Vukovar, um die es bereits Ende August 1991 zu kleineren Zusammenstößen kam, wurde am 14. September 1991 von kroatischen Einheiten blockiert. Noch am gleichen Tag stieß daraufhin eine kleine Einheit der 1. Motorisierten Garde-Division der JNA zur Kaserne in Vukovar vor. Die Versuche der JNA, in den folgenden zwei Wochen den schmalen kroatischen Nachschubweg aus Vinkovci abzuschneiden und Vukovar von kroatischen Kräften zu säubern, scheiterten. Während der Kämpfe um Vukovar begannen neu mobilisierte Truppen der JNA-Garde-Division einen Angriff auf Vinkovci, um die Belagerung der örtlichen Kaserne zu beenden. Dabei eroberten sie viele Orte südlich von Vukovar und schufen eine sichere Zone, von der aus ein Teil der JNA den Angriff Richtung Westen beginnen konnte. Die erste Phase der Schlacht um Vukovar endete am 25. September 1991, als die JNA-Garde-Division die kroatischen Kräfte zwingen konnte, die Evakuierung der JNA-Kaserne von Vinkovci zuzulassen.

### Umorganisation der JNA und zweiter Eroberungsversuch
Ende September 1991 wurde Vukovar von einem größeren Regiment Soldaten der JNA und serbischen Freischärlern umzingelt. Im Großraum Vukovar (sowohl in Kroatien als auch in der Vojvodina) zogen die jugoslawischen Streitkräfte Panzer und Geschütze zusammen. Die jugoslawische Luftwaffe hatte in der Luft keinen Gegner, es gab keine kroatischen Kampfflugzeuge. Der Nachschub aus Serbien konnte so ungehindert zu den Truppen gelangen.
Die Versorgung der Bewohner der eingeschlossenen Stadt mit Nahrung, Munition und Sanitätsmaterial konnte nur durch die Überwindung des Belagerungsringes entlang eines engen Korridors nahe den Dörfern Marinac und Bogdanovci erfolgen.
Die Generäle der JNA glaubten, die Stadt schnell einnehmen zu können. Die Bevölkerung blieb größtenteils in der Stadt, obwohl die Angreifer angesichts ihrer militärischen Übermacht mit einer Massenflucht der Kroaten und Aufgabe der Stadt rechneten.
Aufgrund des Chaos in den JNA-Aktionen nahm der neue Kommandeur des Ersten Militärdistrikts der JNA Života Panić  (1933–2003) eine Umorganisation vor. Er unterteilte das Operationsgebiet und stellte dementsprechend Hauptquartiere der neuen Operationszonen Nord und Süd auf, in der Absicht, Ordnung und Disziplin in die JNA-Kommandostruktur zu bringen. Die Ankunft zusätzlicher Verstärkungen der JNA um Vukovar erlaubte die Planung eines weiteren Eroberungsversuches. Mit diesen Verstärkungen und den Freiwilligen der örtlichen Territorialverteidigung hatte die JNA nun etwa 36.000 Mann zur Eroberung von Vukovar zusammengezogen. Trotz dieser eindrucksvollen Mannstärke war die JNA für den bevorstehenden Ortskampf unzureichend vorbereitet. Die gepanzerten und motorisierten Einheiten der JNA waren für den schnellen und offenen Kampf bestimmt und nicht für den Einsatz in den Straßen einer Stadt. Auch die untrainierten und schlecht motivierten Männer der Territorialverteidigung waren nur ein unzureichender Ersatz für eine reguläre Infanterie.
Der erneute Eroberungsversuch, geführt von der neuen JNA-Operationszone Süd, begann am 30. September 1991 nach schwerem Artilleriebeschuss und Luftangriffen mit einem kombinierten Panzer-Infanterie-Angriff. Nur langsam konnte man gegen die kroatischen Verteidiger Boden gut machen und ein kroatischer Gegenangriff am 3. Oktober warf die überlasteten Einheiten der JNA auf ihre Startpositionen zurück. Trotz des Rückzuges des JNA war die kroatische Versorgungsroute unterbrochen.

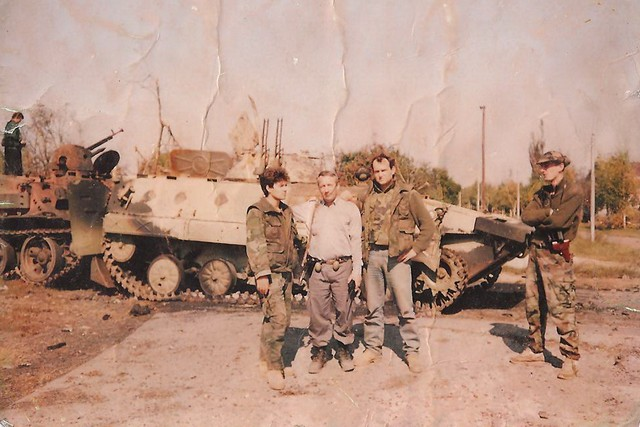
Der Kommandeur des 3. Bataillons (Borovo Naselje) der 204. Vukovarer Brigade Blago Zadro (Mitte) zwischen den Gruppenkommandeuren Andrija Marić (links) und Marko Babić. Im Hintergrund zerstörte Panzerfahrzeuge der JNA in der Trpinja-Straße (1991).

Der anschließende Folgeangriff der JNA-Operationszone Nord gegen die kroatischen Schlüsselpositionen im nördlichen Vukovarer Stadtviertel Borovo Naselje durchbrach die kroatische Verteidigungslinie, blieb aber wegen der starken Verteidigung stecken. Die effektive Verteidigung von Borovo Naselje durch das 3. Bataillon der 204. Vukovarer Brigade unter dem Kommando von Blago Zadro wurde für die JNA und die örtlichen Serben für einige Zeit zur größten Frustration. In Borovo Naselje bestanden die kroatischen Gruppen zur Panzerabwehr aus 10 bis 15 Mann, meist im Alter von 18 bis 25 Jahren. Jede Gruppe verfügte meist über automatische Gewehre, Pistolen, mindestens ein Scharfschützen-Gewehr und zwei Panzerbüchsen. Bei einem Angriff der JNA mit Panzern und/oder gepanzerten Fahrzeugen ließ man die Spitze der Fahrzeuge in die Straße vordringen. Daraufhin deckten die meisten Soldaten der Gruppe die Schützen der Panzerbüchsen und versuchten, die JNA-Infanteristen mit Handgranatenwürfen und Beschuss von den gepanzerten Fahrzeugen zu trennen. Nach der Flucht oder Tod der Infanterie wurden die gepanzerten Fahrzeuge durch die Schützen der Panzerbüchsen nacheinander vernichtet, wobei sich die Schützen häufig in den Häusern entlang der Straße aufhielten. In den sieben Tagen vom 14. Oktober 1991 bis zum 20. Oktober 1991 zerstörten die kroatischen Verteidiger in Borovo so zahlreiche Panzer und gepanzerte Fahrzeuge der JNA. Die Trpinja-Straße, in der die Kämpfe hauptsächlich stattfanden, wurde zu einem Panzerfriedhof (Groblje tenkova). Am 27. Oktober endete der zweite Eroberungsversuch der JNA.

### Fall der Stadt

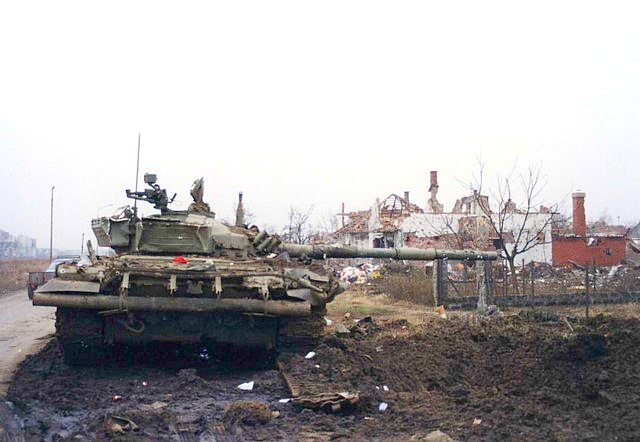
Zerstörter M-84-Panzer der Jugoslawischen Volksarmee in Vukovar (1991)

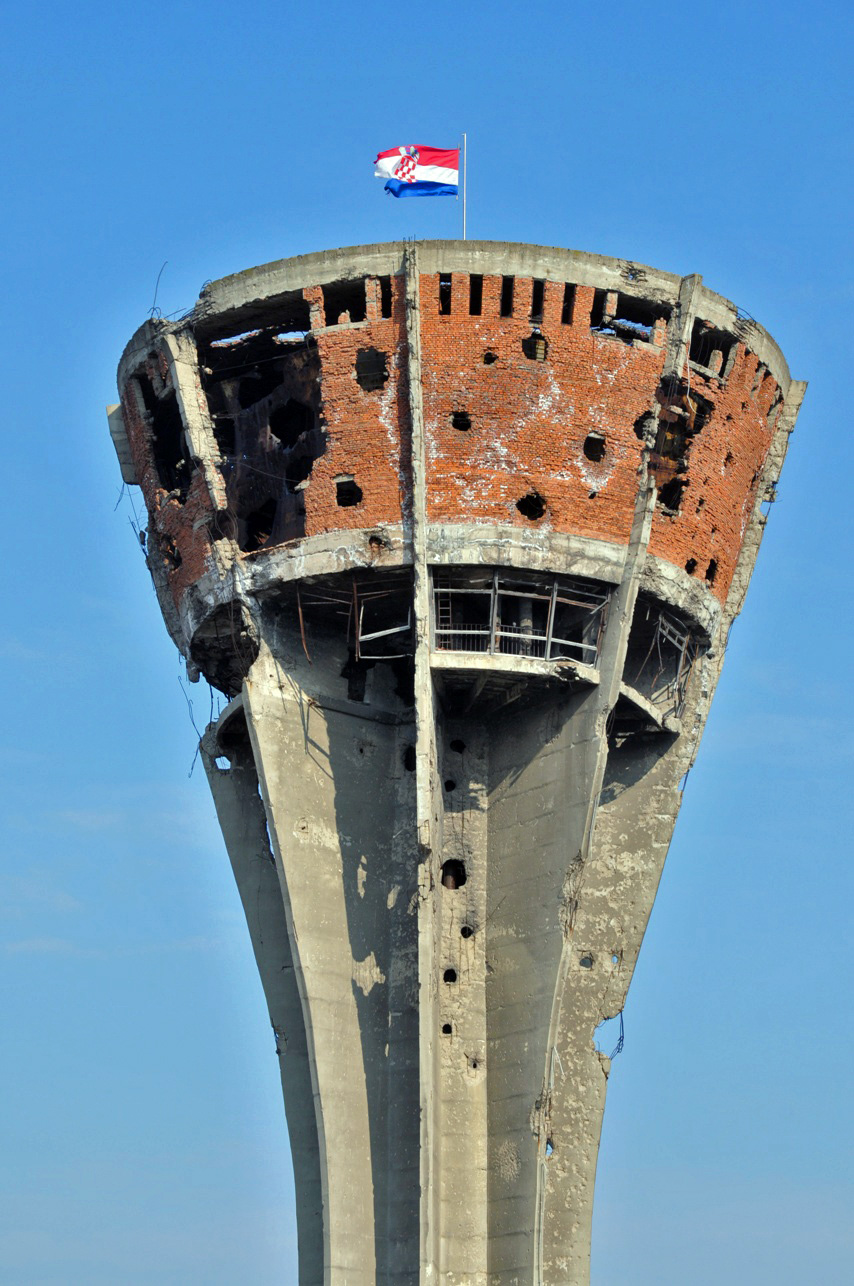
Mahnmal der Schlacht: Der zerstörte Wasserturm von Vukovar

Nach dieser Niederlage änderte die jugoslawische Armee mit Beginn des dritten Eroberungsversuches am 29. Oktober 1991 ihre Taktik: Das umzingelte Vukovar wurde fortan pausenlos (Tag und Nacht) mit schwerem Artilleriefeuer belegt und zusätzlich von Kampfflugzeugen angegriffen.
Die Versuche in die Stadt einzudringen wurden auf einige Punkte konzentriert. Das Leben der Einwohner und die Arbeit im Krankenhaus konnten nur noch in Kellern fortgeführt werden. Über Vukovar wurde international in allen Medien berichtet.
Im Oktober 1991 ließen die Belagerer keine Hilfskonvois mehr in die Stadt, nur einige Verletzte durften die Stadt verlassen. Ende Oktober 1991 versuchten kroatische Truppen von außen den Belagerungsring zu durchbrechen. EG-Beobachter forderten jedoch ultimativ die Beendigung dieses Entsatzungsversuches.
Die jugoslawische Armee versuchte weiter erfolglos die verwüstete Stadt einzunehmen. Anfang November verlegten die Jugoslawen den Hauptangriff auf den Stadtteil Luzac. Erst in dieser Situation zogen sich die Kroaten weiter ins Stadtzentrum zurück.
Nach dem Fall von Luzac und dem Ausbleiben von Nachschub schwanden die Kräfte der Verteidiger. Am 11. November 1991 fiel Bogdanovci, ein Nachbarort von Vukovar. In den letzten Tagen der Schlacht um Vukovar war die Verteidigung der Stadt in zwei Teile gespalten: von Lusic in Richtung Donau und entlang des Flusses Vuka bis zur Stadtmitte.
Später teilten sich die Verteidiger von Vukovar in kleinere Gruppen und versuchten den Durchbruch in Richtung Westen. Ein Teil der Kroaten in Mitnica und in Borovo Naselje wurde völlig umzingelt und zusammen mit mindestens 1500 Zivilisten am 18. November 1991 gefangen genommen. Die Gefangenen wurden in Lager nach Sremska Mitrovica und andere Orte in Serbien gebracht, ein Teil im Massaker von Borovo Naselje getötet. Noch immer gelten einige Personen als vermisst, andere wurden nach einem Gefangenenaustausch freigelassen. Die Kapitulation des kroatischen Stadtkommandanten erfolgte am 18. November, die Kämpfe um Vukovar endeten schließlich am 20. November 1991.

## Kriegsfolgen

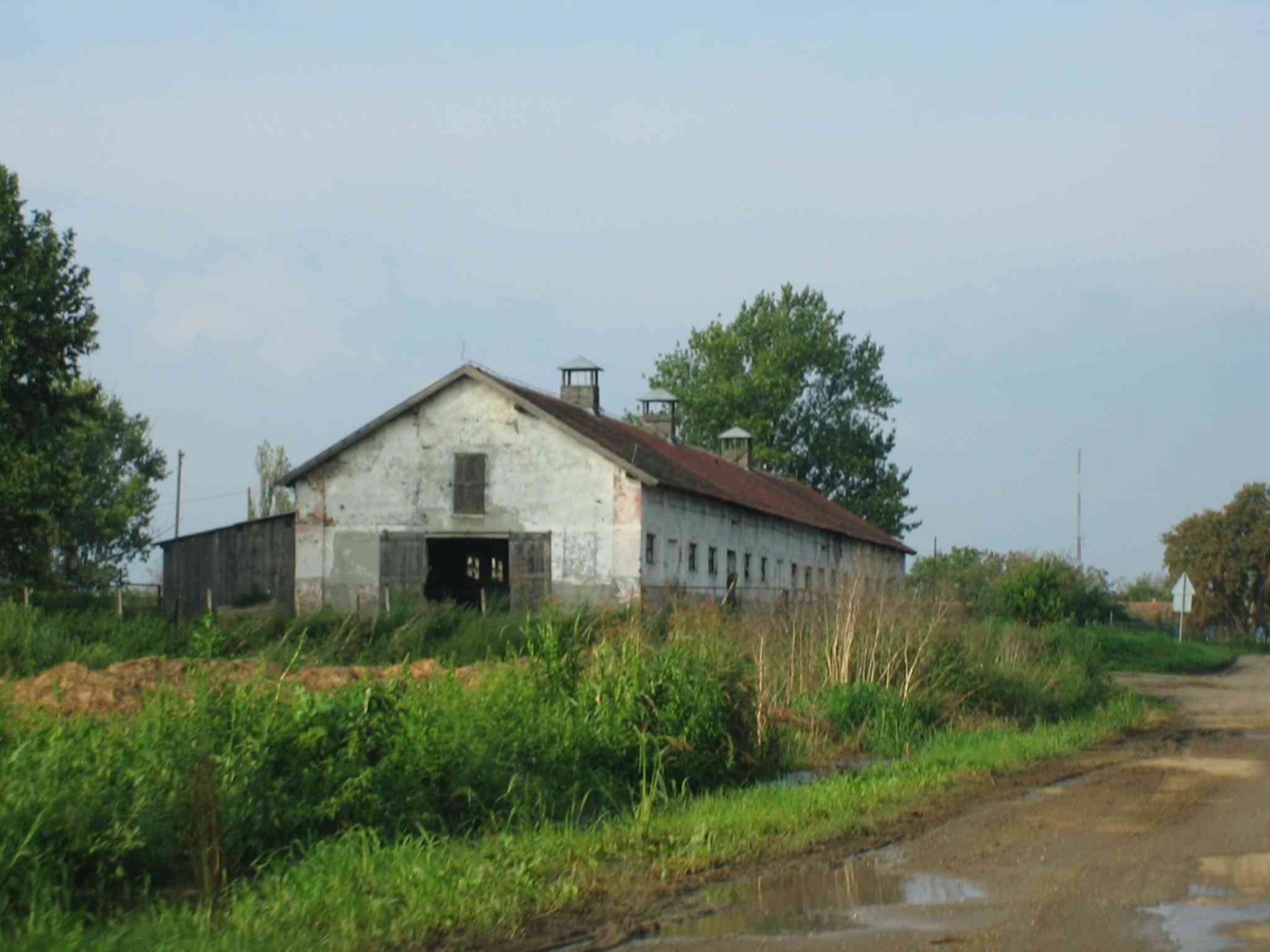
Ovčara – Hinrichtungsort von 200 Verletzten aus dem Krankenhaus von Vukovar

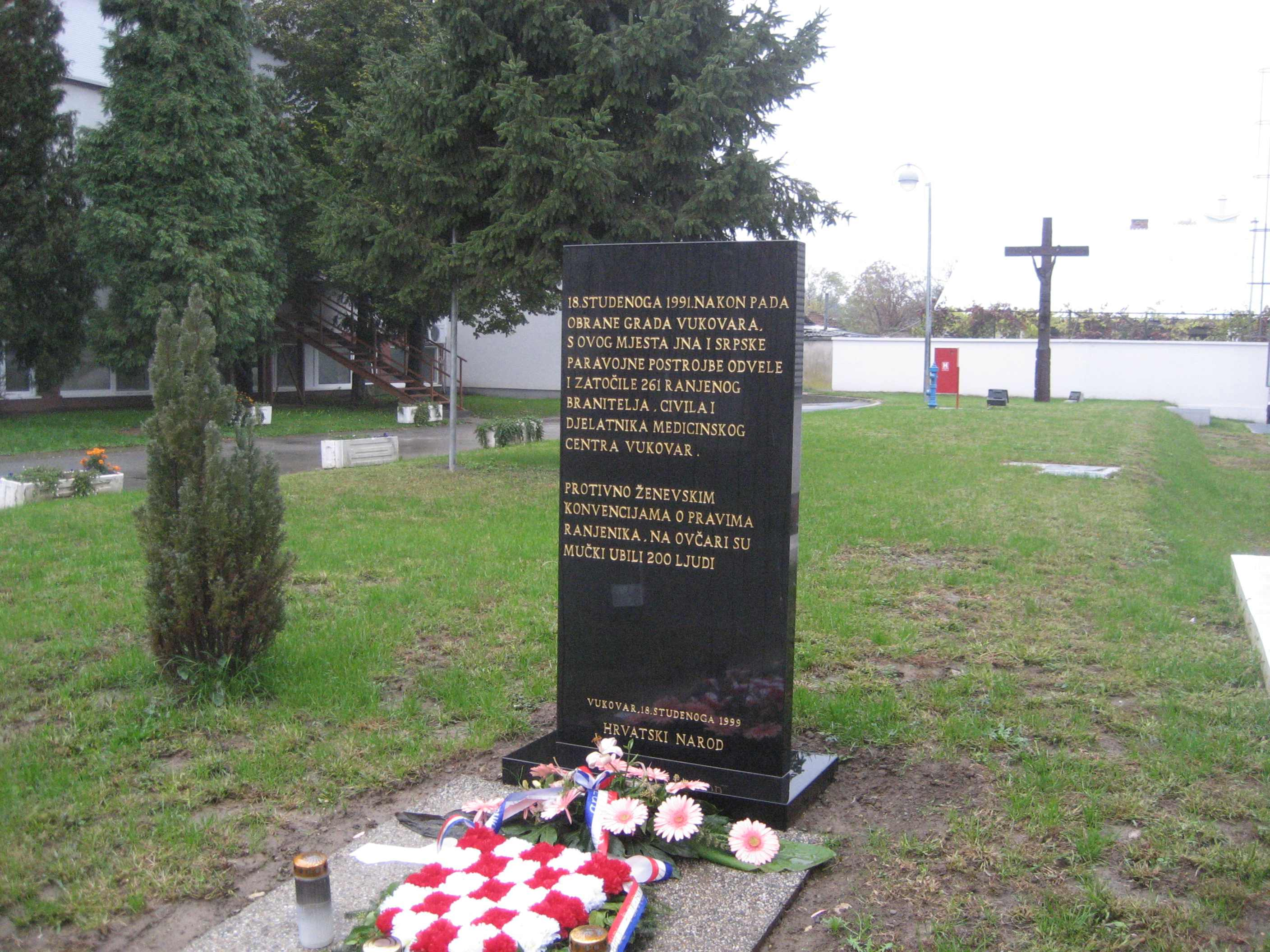
Gedenkstätte am Krankenhaus von Vukovar

In der Schlacht um Vukovar kamen auf der Seite der Verteidiger der Stadt ca. 1.400 Menschen ums Leben und über 4.000 wurden verwundet. Über die Höhe der Verluste auf der Seite der Jugoslawischen Volksarmee (JNA) gibt es bis heute keine genauen Angaben.
300 Verletzte und Kranke aus dem Krankenhaus von Vukovar wurden in den ehemaligen Schweinemastbetrieb Ovčara gebracht. Am folgenden Tag wurden 100 von ihnen in Zehner- und Zwanzigergruppen geteilt und in nahegelegene Orte gebracht, 200 wurden von serbischen Freischärlern und Soldaten der JNA ermordet (Massaker von Vukovar, Massaker von Borovo naselje).
Durch die zwei Monate dauernde Bindung großer jugoslawischer Verbände um Vukovar gewann die Kroatische Armee Zeit, um sich neu auszurichten. Die Schlacht von Vukovar gilt trotz des Falls und der Einnahme der Stadt durch die JNA, serbische Freischärler und Tschetnikverbände als Wendepunkt im Kroatienkrieg. Dadurch wurde der kroatischen Führung mehr Zeit verschafft, um die Verteidigung neu zu formieren und Verteidigungslinien zu errichten sowie die Ausbildung, Ausrüstung und Aufrüstung der neu entstehenden Kroatischen Armee voranzutreiben. Ein weiteres Ergebnis waren die erhöhte internationale Aufmerksamkeit und eine in Deutschland erhöhte Unterstützung für die völkerrechtliche Anerkennung Kroatiens.
Der größte Teil der Wohngebäude und der städtischen Infrastruktur Vukovars wurde verwüstet und geplündert. Zahlreiche Kulturgüter, Kirchen und Schulen wurden während der Kämpfe zerstört.
Nach dem Fall der Stadt wurden UNO-Truppen in die Region verlegt. Trotzdem wurden die Vertreibungen und Plünderungen an Kroaten und anderen Nicht-Serben fortgesetzt.
Der Wiederaufbau kam zu Beginn nur schleppend voran, wozu besonders auch ungeklärte Besitzansprüche beitrugen.

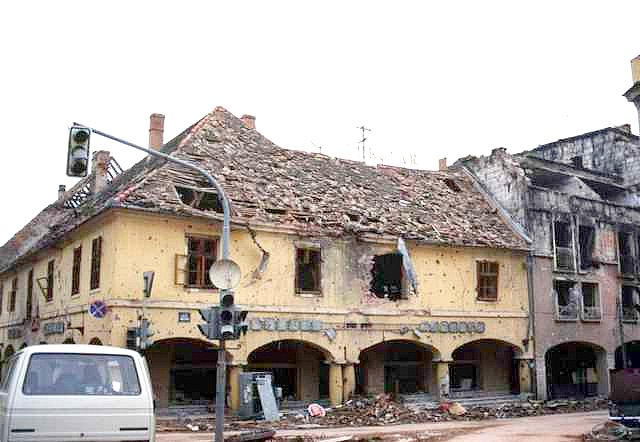
Innenstadt von Vukovar am 29. November 1991
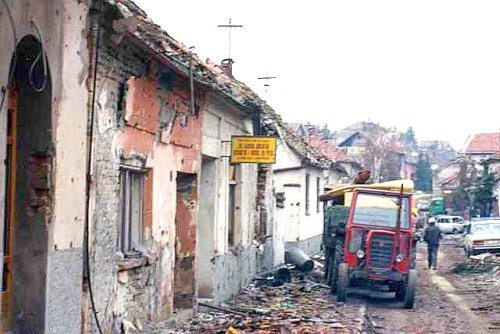
Zerstörte Straße in Vukovar, November 1991
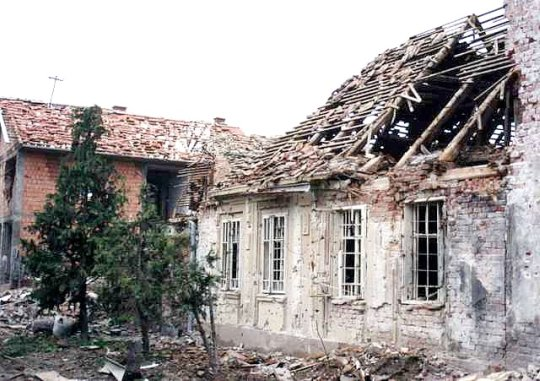
Kriegsschäden, 1991
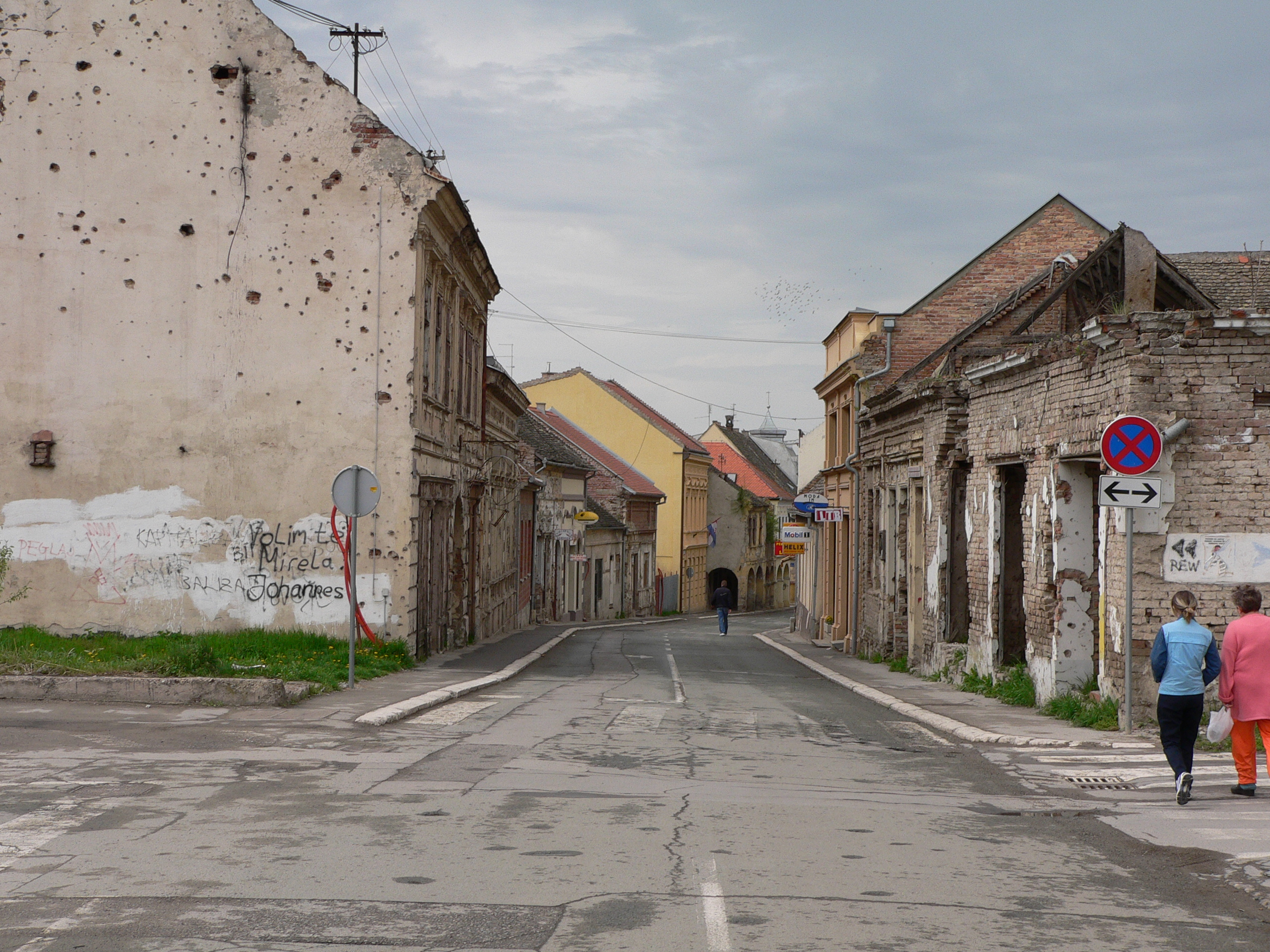
Hauptstraße von Vukovar im April 2005
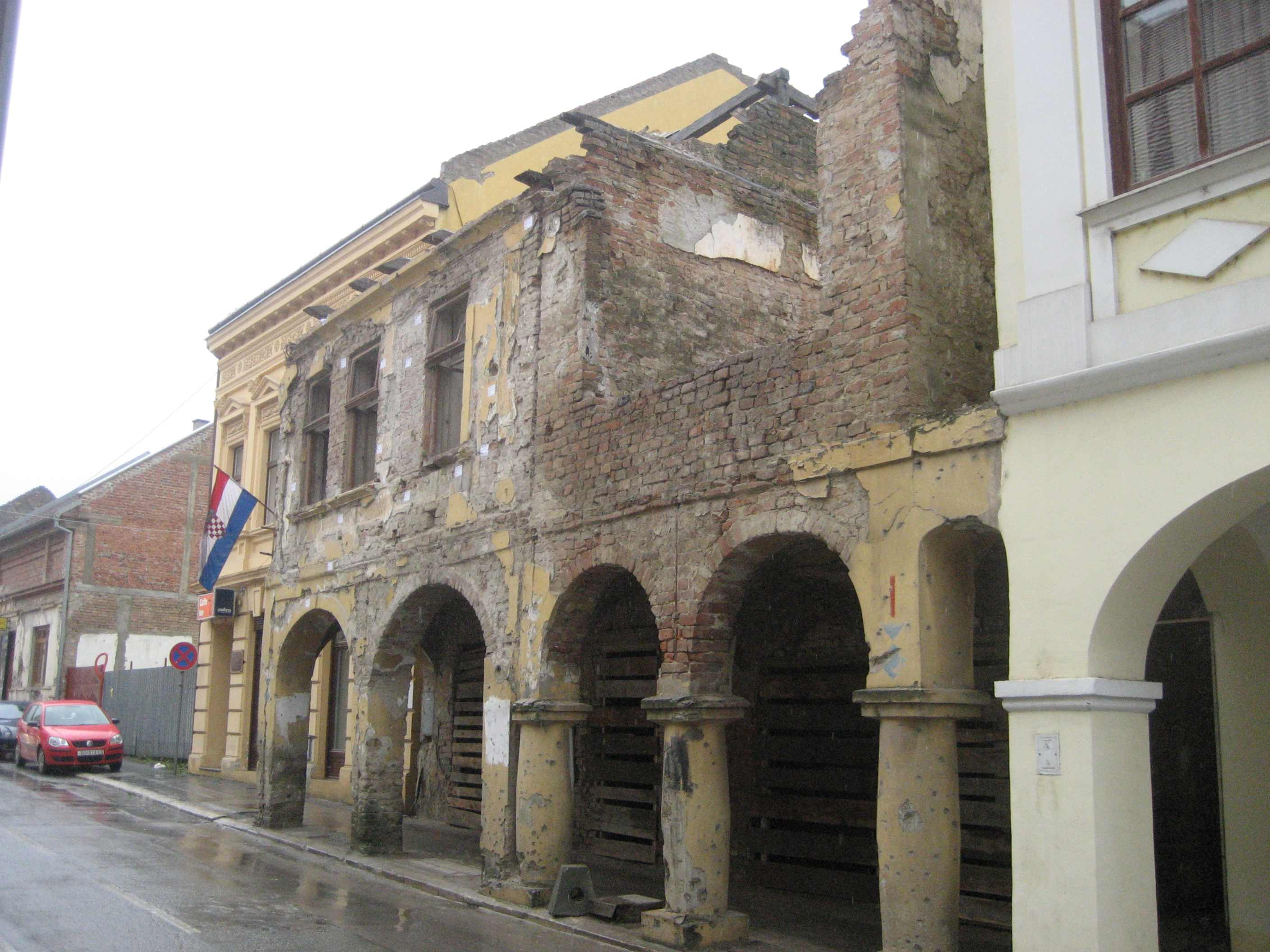
Hauptstraße von Vukovar
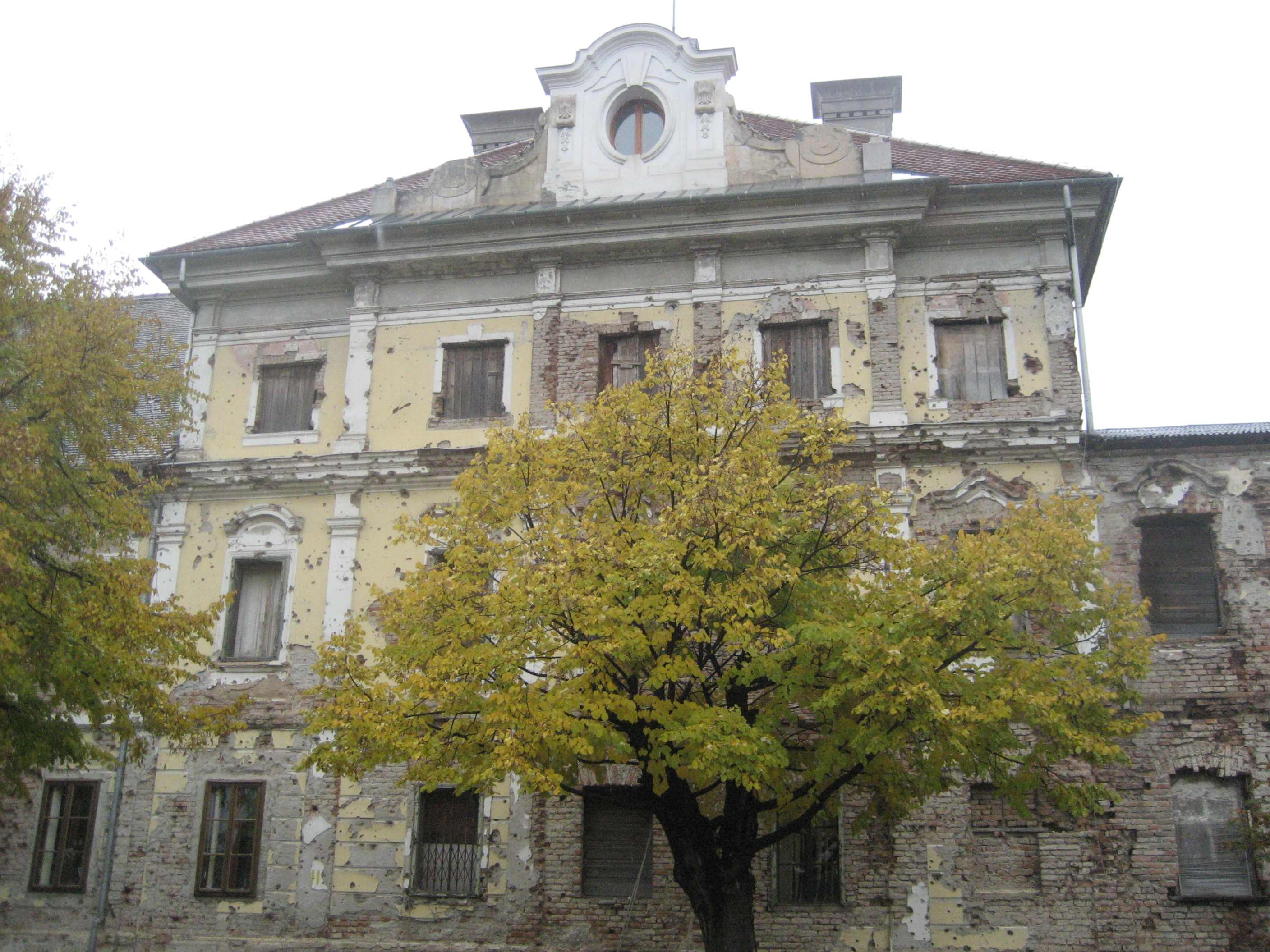
Schloss Eltz (Vukovar), 2007
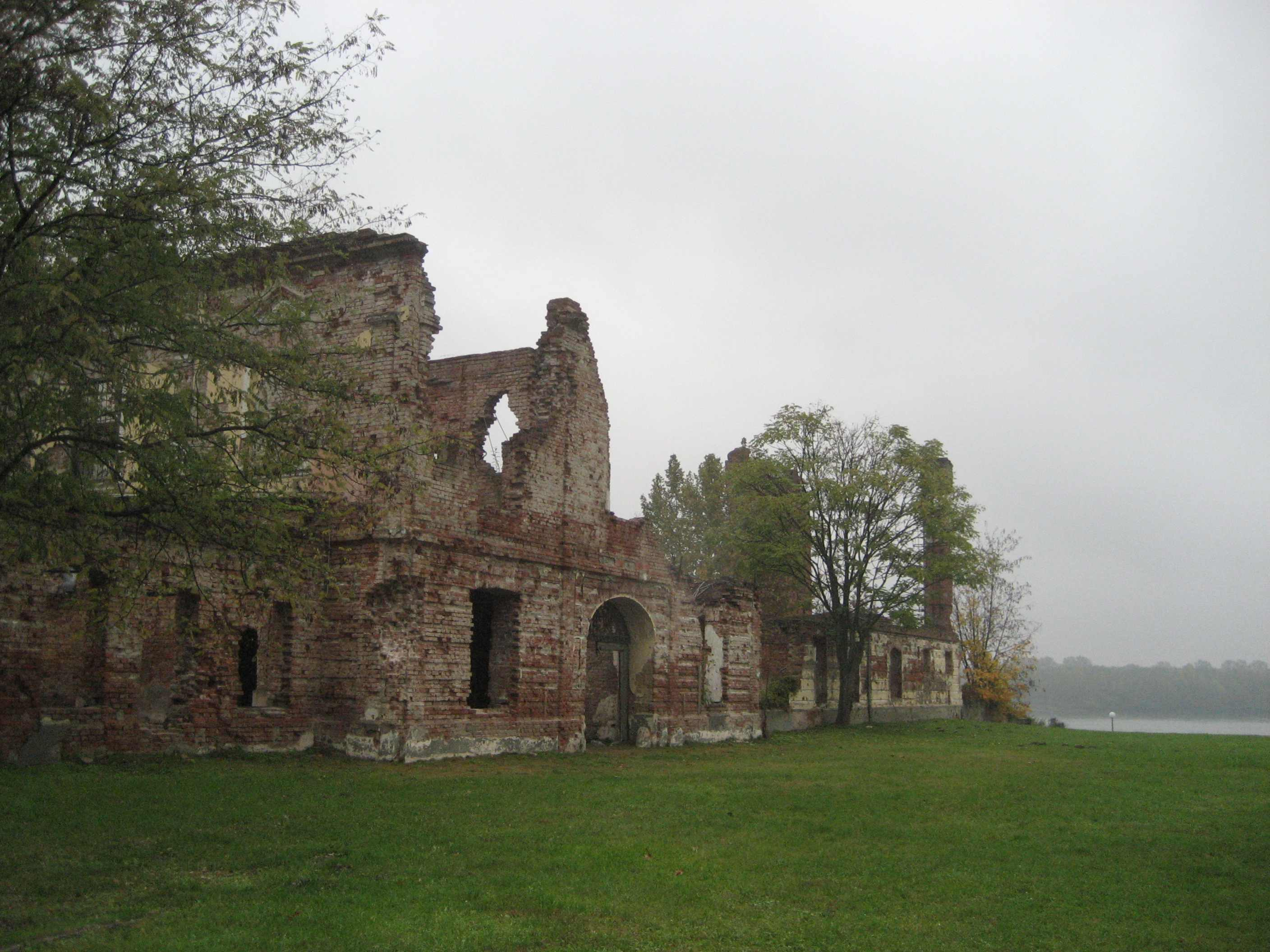
Zerstörtes Gebäude des Schlosses
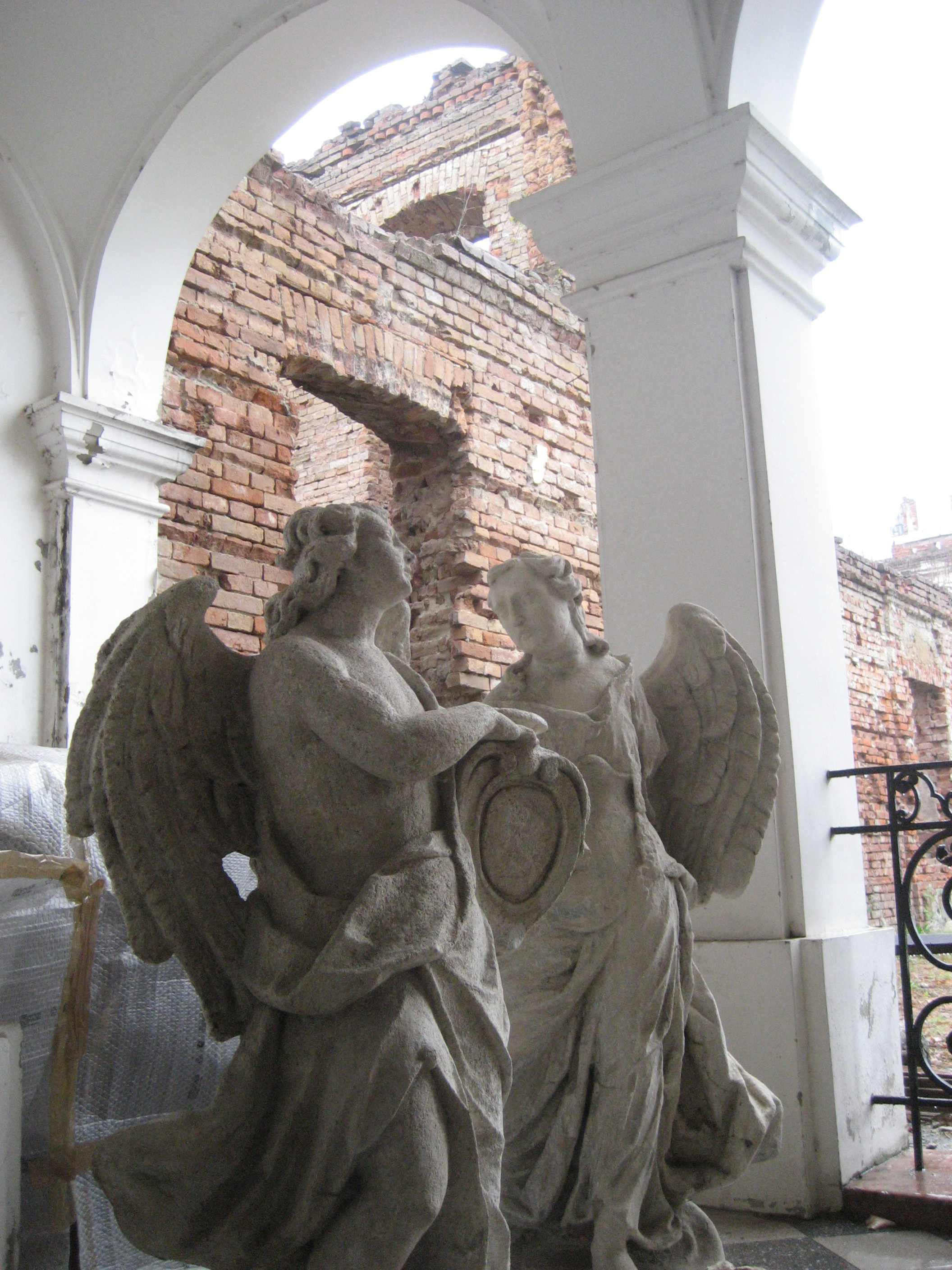
Statuen im zerstörten Schloss Eltz, 2007

Seit Anfang der 2010er Jahre geht der Wiederaufbau der Stadt schnell voran. Mittlerweile ist fast die gesamte Innenstadt von Vukovar erneuert. Dazu wurden auch viele neue Bauwerke errichtet. Seit 2017 wird der Wasserturm von Vukovar erneuert. Dabei wird dieser in einem konservierten Zustand als Mahnmal dienen und daher nicht in den Originalzustand zurückversetzt.

### Staatsfeiertag
Seit 2020 wird der 18. November als jährlicher „Gedenktag für die Opfer des Heimatkrieges und Gedenktag für die Opfer von Vukovar und Škabrnja“ als staatlicher Feiertag in Kroatien begangen.

## Medien
- Heroji Vukovara (Die Helden von Vukovar), Fernsehdokumentation in 3. Staffeln mit insgesamt 30 Teilen, Regie: Eduard Galić, MissArt i Kalista film d.o.o., 2008.